# Asimilación (biología)
En biología, la asimilación (también bioasimilación) es la combinación de dos procesos para suministrar nutrientes a las células.   El primero es el proceso de absorción de vitaminas, minerales y otras sustancias químicas de los alimentos dentro del tracto gastrointestinal.  En los humanos, se produce mediante una descomposición química (enzimas y ácidos) y física (masticación oral y movimientos en el estómago). El segundo proceso de bioasimilación es la alteración química de las sustancias en el flujo sanguíneo por el hígado o secreciones celulares. Aunque en la bioasimilación de la digestión pueden absorberse unos pocos compuestos similares, la biodisponibilidad de muchos compuestos viene dictada por este segundo proceso, ya que tanto el hígado como las secreciones celulares pueden ser muy específicos en su acción metabólica (véase quiralidad). Este segundo proceso es cuando el alimento absorbido llega a las células a través del hígado. 
La mayoría de los alimentos están compuestos de componentes en gran parte indigeribles, dependiendo de las enzimas y la eficacia del tracto digestivo de un animal. El más conocido de estos compuestos indigeribles es la celulosa, el polímero químico básico en la composición de las paredes celulares de las plantas.  La mayoría de animales, no producen celulasa; la enzima necesaria para digerir la celulosa.  Sin embargo, algunos animales y especies han desarrollado relaciones simbióticas con bacterias productoras de celulosa (véase termitas y metamonadas.) Esto permite a las termitas utilizar el carbohidrato de celulosa de alta densidad energética. Se sabe que otras enzimas de este tipo mejoran significativamente la bioasimilación de los nutrientes. Debido al uso de derivados bacterianos, los suplementos dietéticos enzimáticos ahora contienen enzimas como la amilasa, glucoamilasa, proteasa, invertasa, peptidasa, lipasa, lactasa, fitasa y celulasa.  Estas enzimas mejoran la bioasimilación en el tracto digestivo pero todavía no se ha comprobado que aumenten su disponibilidad en el torrente sanguíneo. La asimilación en el cuerpo humano se produce en el intestino delgado cuando las vellosidades absorben y transportan los nutrientes a través de la sangre después de descomponerlos en sustancias más simples.

## Ejemplos de asimilación biológica
- La fotosíntesis, un proceso por el cual el dióxido de carbono y el agua son transformados en una serie de moléculas orgánicas en las células de las plantas.
- La fijación de nitrógeno del suelo en moléculas orgánicas por parte de bacterias simbióticas que viven en las raíces de ciertas plantas, como las leguminosas.
- Los suplementos de magnesio, orotato, óxido, sulfato, citrato, y glicerato son estructuralmente similares. Aun así, el óxido y sulfato no son solubles en agua y no entran en el flujo sanguíneo, mientras orotato y el glicerato tienen una conversión hepática  normal. Las fuentes de clorofila o el citrato de magnesio son altamente bioasimilables.
- La absorción de nutrientes al cuerpo después de la digestión en el intestino y su transformación en fluidos y tejidos biológicos.